# Andesrotsrat
De andesrotsrat (Aconaemys fuscus)  is een zoogdier uit de familie van de schijnratten (Octodontidae). De wetenschappelijke naam van de soort werd voor het eerst geldig gepubliceerd door Waterhouse in 1842.